# Mosquée Langarota
 (décembre 2023).
La mosquée de Langarota est un monument architectural situé dans le village de Katta Langar, dans la province de Kachkadaria en Ouzbékistan. Elle remonte à la première moitié du XVIe siècle. La mosquée est typique des régions montagneuses d'Asie centrale et se compose de deux salles et d'une véranda à l'entrée.

## Histoire
Selon des sources historiques, cette mosquée, connue populairement sous le nom de « Khazrat Langar Ota », a été construite en 1448 par un homme nommé Abul Hasan Sheikh. La construction de la mosquée a été réalisée avec le soutien d'organisations caritatives et de mécènes. Selon certains récits, Abul Hasan aurait initié ce projet après avoir reçu une lettre de son aîné à Boukhara.

## Emplacement
La mosquée de Langar Ota est située sur une colline dans le village de Langar, dans le district de Qamashi. Le village se trouve entre la chaîne de montagnes de Hissar, à environ 25 à 30 kilomètres du village de Kyzyltepa.

## Architecture
La mosquée dispose d'une véranda, de quatre mihrabs, de deux salles de prière, de sept portes et de dix-neuf colonnes. Il y a des spéculations selon lesquelles la mosquée initialement construite était petite et a ensuite été agrandie. Par conséquent, les deux salles de prière sont appelées la grande mosquée et la petite mosquée.
Sur la véranda, deux rangées de grandes colonnes sculptées sont positionnées. Le plafond est orné dans un style traditionnel, avec des poutres et des pièces de bois peintes avec des motifs floraux, soutenu par quatre colonnes dans la petite salle de prière et cinq colonnes dans la grande salle de prière. La petite salle de prière est très ancienne, avec des murs épais. Plus tard, une grande salle et une terrasse commune ont été construites à côté.
La hauteur de la mosquée est de 11 mètres, avec une superficie totale de 32x32 mètres.
L'autel est orné d'inscriptions écrites en écriture thuluth. Les inscriptions décoratives contiennent des dates de construction et de reconstruction, notamment de 1519-1520, 1562-1563, 1748 et 1807-1808. Des carreaux sont disposés le long des murs dans un style de mosaïque, certains polis avec des inscriptions en arabe et dans une langue inconnue. La splendeur de la décoration dans la grande salle réside dans les couleurs des carreaux. Les ornements de l'autel et des murs sont bien préservés. Des fragments de carreaux jaunes et orange avec des bordures bleues, orange et blanches sont fixés sur le sol noir en lignes de panneaux. Les surfaces des motifs sont ornées de trois motifs différents d'étoiles et de « huit » sombres, tandis que le centre est embellie de peinture dorée. La partie inférieure est séparée du sol principal par des bordures lisses en marbre gris, dorées.

## Mausolée de Langarota
Les monuments du mausolée de Langarota ont été construits du XVe siècle tardif au milieu du XVIe siècle. Des sagas sur les cheikhs influents de Langarota tels que Muhammad Sadiq (1465-1545), Abul Hasan (1491-1592) et d'autres ont été préservées, ainsi que des sagas sur les princesses timourides et leurs compositions.
Le mausolée (superficie totale de 140x12,5 mètres) est composé d'une seule pièce (superficie totale de 5,2x5,2 mètres) avec un toit voûté reposant sur une coupole à quatre intersections. Les arches en forme de bouclier sont treillissées, les étagères sont ornées de motifs de chapiteaux sculptés, et les arches présentent une sculpture polychrome en deux couches. Les briques ont été disposées selon les styles « bandak » et « mavdj » à la surface du mausolée.

## Reconstruction
D'après les inscriptions sur la partie supérieure de la colonne dans la salle principale de la mosquée, il apparaît que celle-ci a été reconstruite par le maître Muhammadiyar en l'an 1362 selon le calendrier hégirien (1905 apr. J.-C.).
Pendant l'ère de l'Union soviétique, les autorités ont entrepris une série de travaux de reconstruction sur ce territoire.
Aujourd'hui, une copie en fac-similé du Katta Langar Coran, une célèbre instance du Saint Coran écrit en écriture kufique, est conservée dans cette mosquée.